# گرانش سطحی
گرانش سطحی به مقدار گرانشی گفته می‌شود که سطح یک جسم مانند یک سیاره به سایر اجسام وارد می‌کند مثلاً شتاب گرانش زمین تقریباً ۹/۸ m/s² است؛ این بدان معنی است که میزان نیروی گرانش وارده به جسمی برابر ۱kg برابر با ۹/۸ نیوتون است (F=ma). با توجه به اینکه مقدار گرانش هر دو جسم روی هم تابع فاصله بین آن دو است و با تغییر فاصله مقدار گرانش تغییر می‌کند گرانش را نمی‌توان مستقل از فاصله به کار برد و بنابراین گرانش سطح هر جرم آسمانی که پرکاربرد تر است مورد توجه قرار می‌گیرد.
گرانش سطحی یک جرم آسمانی، شتاب گرانشی ویژه‌ای است که جرم دیگری بر سطح آن جرم، تجربه می‌کند. در قانون جهانی گرانش نیوتن نیروی گرانش یا جاذبه‌ای که توسط یک جرم اعمال می‌شود، با اندازهٔ فیزیکی آن جرم متناسب است: جسمی که جرم آن دو برابر جرم جسم دیگری است، گرانش سطحی آن هم دو برابر است. قانون گرانش نیوتنی از قانون مربع معکوس پیروی می‌کند: اگر فاصلهٔ میان دو جرم دو برابر شود، نیروی گرانشی آن دو جرم ۴ برابر کاهش می‌یابد، و فاصلهٔ ۱۰ برابر، نیروی گرانشی میان آن دو جرم را بر ۱۰۰ تقسیم می‌کند.

## فرمول
برای بدست آوردن شتاب گرانشی سطحی یه جسم آسمانی ، باید از فرمول گرانش نیوتن استفاده کرد :
{\displaystyle g={\frac {G\cdot m}{r^{2}}}}
که : {\displaystyle G} ثابت گرانش ، {\displaystyle m} جرم جسم سماوی ، {\displaystyle r} شعاع جسم سماوی
یکاها باید به این صورت باشند :
{\displaystyle m=kg}
{\displaystyle r=m} متر

### مثال: شتاب گرانشی سطح خورشید با جرم:m⊙=2×1030kg{\displaystyle m_{\odot }=2\times 10^{30}\,kg}و شعاع:r⊙=6.69×108m{\displaystyle r_{\odot }=6.69\times 10^{8}\,m}رو محاسبه کنید:
{\displaystyle G=6.67\times 10^{-11}}

#### 1) جایگذاری و حل:
{\displaystyle g_{\odot }={\frac {G\cdot m_{\odot }}{r_{\odot }^{2}}}={\frac {(6.67\times 10^{-11})(2\times 10^{30})}{(6.69\times 10^{8})^{2}}}={\frac {1.334\times 10^{20}}{4.47561\times 10^{17}}}=298.05\,\,{\frac {m}{s^{2}}}}